# Jan De Groef
Jan De Groef P.A. (Beigem, 7 januari 1948) is een Vlaams missionaris en bisschop.
Hij werd in december 2008 door paus Benedictus XVI benoemd tot bisschop van Bethlehem in Zuid-Afrika.
Jan De Groef is lid van de Sociëteit van de Missionarissen van Afrika, ook wel bekend als Witte Paters. In 1979 legde hij zijn kloostergeloften af en werd hij priester gewijd.
De Groef bracht de eerste tien jaren na zijn priesterwijding door in het bisdom Bethlehem.  Net voor de eeuwwisseling ging hij naar Burkina Faso, om in 2003 terug te keren naar het bisdom Pretoria (thans Gauteng).